# فلوئوروفرم
فلوئوروفرم (به انگلیسی: Fluoroform) با فرمول شیمیایی CHF۳ یک ترکیب شیمیایی با شناسه پاب‌کم ۶۳۷۳ است. که جرم مولی آن 70.01 g/mol می‌باشد. شکل ظاهری این ترکیب، گاز بی‌رنگ است.